# Айзенберг Михайло Натанович
Михайло Натанович Айзенберг (нар. 23 червня 1948, Москва) — російський поет, есеїст, літературний критик.

## Біографія
Народився в 1948 в Москві. Закінчив Московський архітектурний інститут, працював архітектором-реставратором. За радянських часом не публікувався, в пострадянській Росії випустив шість книг віршів та чотири книги есе про сучасну російську поезію. Викладав в Школі сучасного мистецтва при Російському державному гуманітарному університеті. Керував виданням поетичної книжкової серії видавництва «ОГИ», а потім аналогічною серією «Нового видавництва».

## Творчість
Поезія Айзенберга не має зовнішніх ефектів та прагне граничного аскетизму виразних засобів в рамках класичної просодії — в цьому відношенні Айзенберг наслідує приклад Владислава Ходасевича. Ліричний суб'єкт віршів Айзенберга набуває, як і у Ходасевича, стоїчні риси, причому обґрунтування цього стоїцизму з часом еволюціонує від соціального (природне для пізньорадянських років відчуття затхлості культурної атмосфери та неможливості творчої реалізації) до екзистенціального.
Статті Айзенберга присвячені ключовим фігурам російської поезії другої половини XX століття — Йосипу Бродському, Всеволоду Некрасову, Євгену Харитонову і відрізняються тонкістю та глибиною конкретних спостережень у поєднанні з прагненням вписати окремих авторів в широкий контекст культурного руху.

## Політичні погляди
У березні 2014 року, після російської інтервенції в Україну, разом з рядом інших відомих діячів науки і культури Росії висловив свою незгоду з політикою російської влади в Криму. Свою позицію вони виклали у відкритому листі

## Визнання
- Лауреат премії Андрія Білого (2003)
- Лауреат премій журналів «Прапор» і «Стрілець»
- Лауреат поетичної премії «Anthologia» журналу «Новый мир» (2008)[4].

## Праці
- Указатель имен: Стихи. — М.: Гендальф, 1993.
- Пунктуация местности: Стихи. — М.: АРГО-РИСК, 1995.
- Взгляд на свободного художника: Статьи. — М.: Гендальф, 1997.
- За Красными воротами: Стихи 1997–1999 гг. — М.: ОГИ, 2000.
- Другие и прежние вещи. — М.: Новое литературное обозрение, 2000.
- В метре от нас. — М.: Новое литературное обозрение, 2004.
- Оправданное присутствие: Статьи. — М.: Baltrus, Новое издательство, 2005.
- Контрольные отпечатки. — М.: Новое издательство, 2007.
- Рассеянная масса. М.: Новое издательство, 2008
- Переход на летнее время М.: Новое литературное обозрение, 2008